# Estação do Linguado
A Estação do Linguado situava-se entre a ilha de São Francisco do Sul e o continente, no canal do Linguado, numa pequena ilha, chamada ilha do Linguado ou ilha de João Dias, no estado brasileiro de Santa Catarina.
Esta estação, de acordo com os "Guias Levi" da época, foi construída entre 1945 e 1948, a cerca de 100 m da cabeceira da ponte construída entre a pequena ilha e o continente.